# 地獄の戦線
『地獄の戦線』（じごくのせんせん、原題：To Hell and Back）は、1955年に公開されたアメリカ映画。
本作は1949年に出版されたオーディ・マーフィの自伝『To Hell and Back』を原作としており、彼自身が主演を務めた。マーフィは第二次世界大戦にアメリカ陸軍の軍人として従軍し、名誉勲章を始めとする数多くの勲章等を受章したことから「最多受章兵士」("Most Decorated Soldier")として知られる。原作『To Hell and Back』は、マーフィの友人で作家のデヴィッド・マクルーアがゴーストライターとしてマーフィの口述を元に執筆したものである。
映画の冒頭でウォルター・ベデル・スミス将軍が顔出し出演している。

## ストーリー
貧しい家に生まれたオーディ・マーフィは、12歳で学校を中退し家族のために働くことにした。そして、マーフィが16歳の時に母が病気で亡くなり、彼は家族を預け、軍隊に入隊することを決意した。
＊なお、テレビ放送ではこのくだりがすべてカットされた。

## キャスト
| 役名               | 俳優                   | 日本語吹替                    | 日本語吹替                                                         | 日本語吹替 |
| 役名               | 俳優                   | NET版                         | 東京12ch版                                                         |            |
| ------------------ | ---------------------- | ----------------------------- | ------------------------------------------------------------------ | ---------- |
| オーディ・マーフィ | オーディ・マーフィ     | 愛川欽也                      | 井上真樹夫                                                         |            |
| ジョンソン         | マーシャル・トンプソン | 久松保夫                      | 野島昭生                                                           |            |
| ブランドン         | チャールズ・ドレイク   | 村越伊知郎                    | 蟹江栄司                                                           |            |
| ケリガン           | ジャック・ケリー       | 原田一夫                      | 曽我部和行                                                         |            |
| マニング少尉       | グレッグ・パーマー     |                               | 小関一                                                             |            |
| ヴァレンチノ       | ポール・ピサーミ       | 仁内達之                      | 玄田哲章                                                           |            |
| リー少尉           | デビッド・ジャンセン   |                               | 福士秀樹                                                           |            |
| コヴァック         | リチャード・キャッスル | 富山敬                        | 稲葉実                                                             |            |
| マークス大尉       | ブルース・カウリング   |                               | 藤城裕士                                                           |            |
| ハウ大佐           | ポール・ラントン       |                               | 幹本雄之                                                           |            |
| マリア             | スーザン・コーナー     |                               | 滝沢久美子                                                         |            |
| サンチェス         | アート・アラゴン       |                               | 出演シーンカット                                                   |            |
| スウォープ         | フェリックス・ノリエゴ |                               | 出演シーンカット                                                   |            |
| オーディ(幼少期)   | ゴードン・ジパート     |                               | 出演シーンカット                                                   |            |
| 役不明又はその他   |                        |                               | 宮村義人 有本欽隆 大山高男 沢木郁也 塚田恵美子 鈴木れい子 峰あつ子 |            |
|                    |                        |                               |                                                                    |            |
| 翻訳               |                        |                               | 山田小枝子                                                         |            |
| 演出               |                        |                               | 岡本知                                                             |            |
| 調整               |                        |                               | 島津勝利                                                           |            |
| 効果               |                        |                               | PAG                                                                |            |
| 制作               |                        |                               | グロービジョン                                                     |            |
| 解説               |                        | 淀川長治                      | 深沢哲也                                                           |            |
| 初回放送           |                        | 1968年6月9日 『日曜洋画劇場』 | 1980年2月7日 『木曜洋画劇場』                                      |            |

※東京12チャンネル版がDVDに収録

## スタッフ
- 監督：ジェシー・ヒッブス
- 脚本：ジル・ダウド
- 製作：エアロン・ローゼンバーグ
- 撮影：モーリー・ガーツマン
- 編集：エドワード・カーティス
- 音楽：アーヴィング・ガーツ、ウィリアム・ラヴァ、ヘンリー・マンシーニ、ルー・モーリー